# Gregory Lancken
Gregory Evans Lancken Williams (Ciudad Bolívar, Estado Bolívar, Venezuela, 7 de mayo de 1979) es un futbolista venezolano-trinitense. Juega de defensa y su equipo actual es el Monagas SC de la Segunda División de Venezuela.

## Clubes
| Club                     | País      | Año         |  |
| ------------------------ | --------- | ----------- |  |
| Mineros de Guayana       | Venezuela | 1998 - 1999 |  |
| Club Nacional Táchira    | Venezuela | 1999 - 2002 |  |
| Carabobo Fútbol Club     | Venezuela | 2002 - 2003 |  |
| Mineros de Guayana       | Venezuela | 2003 - 2004 |  |
| Deportivo Táchira        | Venezuela | 2004 - 2007 |  |
| Unión Atlético Maracaibo | Venezuela | 2007 - 2008 |  |
| Mineros de Guayana       | Venezuela | 2008 - 2009 |  |
| Monagas SC               | Venezuela | 2009 - 2011 |  |
| Zamora FC                | Venezuela | 2011 - 2012 |  |
| Monagas SC               | Venezuela | 2012 - 2015 |  |
| Tucanes FC               | Venezuela | 2015 - 2016 |  |
| Angostura FC             | Venezuela | 2017 - 2018 |  |